# Homare Sawa
Homare Sawa (澤 穂希?  Fuchū, Tokio, 6 de septiembre de 1978) es una exfutbolista japonesa que jugaba como centrocampista. Desarrolló su carrera deportiva en las ligas de Japón y los Estados Unidos. Se retiró en el equipo japonés INAC Kobe Leonessa y como capitana de la selección japonesa de fútbol, con la cual ganó la Copa Mundial Femenina de Fútbol de 2011. Fue declarada mejor futbolista del año 2011 por la FIFA.

## Trayectoria internacional
Debutó con la selección de fútbol femenino de Japón en 1993, a los 15 años de edad. Ha disputado seis Copas Mundiales (1995, 1999, 2003, 2007, 2011 y 2015) y cuatro Juegos Olímpicos.

### Campeona del mundo 2011
El 17 de julio de 2011, la selección japonesa se proclamó vencedora de la Copa del Mundo por primera vez. Durante la final, las selecciones de Japón y Estados Unidos llegaron empatados al término del segundo tiempo. Durante la prórroga, la estadounidense Abby Wambach marcó un tanto en el minuto 104, pero un gol de Homare Sawa en el minuto 117 (a 3 minutos del final) permitió empatar y forzar el lanzamiento de penaltis en donde la selección japonesa venció. 
Homare Sawa se llevó además los dos principales galardones individuales de la competición: la Bota de Oro a la máxima goleadora (sumó cinco goles en todo el torneo) y el Balón de Oro a la mejor jugadora del Mundial.

### Juegos Olímpicos Londres 2012
Sawa fue convocada para los Juegos Olímpicos 2012, a pesar de que su rendimiento no fue tan alto como en 2011, debido a que se recuperó recientemente de un problema en el oído fue una pieza clave para que su equipo llegara a la Final, ya que aunque no hizo ningún gol (aunque remató varias veces al arco sin éxito), ella realizó varias asistencias y fue importante en el robo de balón. Ella anunció su retiro inmediato del fútbol internacional en agosto de 2012, después de ayudar a Japón ganar una medalla de plata en el Juegos Olímpicos de Londres 2012. Sin embargo el 12 de agosto de 2012, dijo que finalmente no dejaría la selección debido a que quería defender su título mundial y quería una medalla de oro olímpica.

## Clubes
| Club               | País           | Temporadas  |
| ------------------ | -------------- | ----------- |
| NTV Beleza         | Japón          | 1991 - 1998 |
| Denver Diamonds    | Estados Unidos | 1999 - 2000 |
| Atlanta Beat       | Estados Unidos | 2000 - 2003 |
| NTV Beleza         | Japón          | 2004 - 2008 |
| Washington Freedom | Estados Unidos | 2009 - 2010 |
| NTV Beleza         | Japón          | 2010        |
| INAC Kobe Leonessa | Japón          | 2011 - 2015 |

## Palmarés

### Internacionales
| Título                               | Equipo             | País        | Año  |
| ------------------------------------ | ------------------ | ----------- | ---- |
| Campeonato Femenino del Este de Asia | Japón              | China       | 2008 |
| Campeonato Femenino del Este de Asia | Japón              | Japón       | 2010 |
| Juegos Asiáticos de 2010             | Japón              | China       | 2010 |
| Copa Mundial Femenina de Fútbol      | Japón              | Alemania    | 2011 |
| Juegos Olímpicos de 2012             | Japón              | Reino Unido | 2012 |
| Campeonato Internacional de Clubes   | INAC Kobe Leonessa | Japón       | 2013 |
| Copa Asiática Femenina de la AFC     | Japón              | Vietnam     | 2014 |

### Clubes
| Título                | Club          | País  | Año  |
| --------------------- | ------------- | ----- | ---- |
| Nadeshiko League      | NTV Beleza    | Japón | 1991 |
| Nadeshiko League      | NTV Beleza    | Japón | 1992 |
| Nadeshiko League      | NTV Beleza    | Japón | 1993 |
| Copa de la Emperatriz | NTV Beleza    | Japón | 1993 |
| Copa de la Emperatriz | NTV Beleza    | Japón | 1997 |
| Copa de la Emperatriz | NTV Beleza    | Japón | 2004 |
| Nadeshiko League      | NTV Beleza    | Japón | 2005 |
| Copa de la Emperatriz | NTV Beleza    | Japón | 2005 |
| Nadeshiko League      | NTV Beleza    | Japón | 2006 |
| Nadeshiko League      | NTV Beleza    | Japón | 2007 |
| Copa de la Emperatriz | NTV Beleza    | Japón | 2007 |
| Copa Nadeshiko League | NTV Beleza    | Japón | 2007 |
| Nadeshiko League      | NTV Beleza    | Japón | 2008 |
| Copa de la Emperatriz | NTV Beleza    | Japón | 2008 |
| Copa de la Emperatriz | NTV Beleza    | Japón | 2009 |
| Nadeshiko League      | NTV Beleza    | Japón | 2010 |
| Nadeshiko League      | INAC Leonessa | Japón | 2011 |
| Copa de la Emperatriz | INAC Leonessa | Japón | 2011 |
| Nadeshiko League      | INAC Leonessa | Japón | 2012 |
| Nadeshiko League      | INAC Leonessa | Japón | 2013 |
| Copa Nadeshiko League | INAC Leonessa | Japón | 2013 |

### Individuales
| Distinción                                              | Año  |
| ------------------------------------------------------- | ---- |
| Futbolista del año en Asia                              | 2004 |
| Mejor jugadora de la Nadeshiko League                   | 2006 |
| Mejor jugadora de la Nadeshiko League                   | 2008 |
| Futbolista del año en Asia                              | 2008 |
| Mejor jugadora del Campeonato Femenino del Este de Asia | 2008 |
| Mejor jugadora del Campeonato Femenino del Este de Asia | 2010 |
| Balón de oro de la Copa Mundial                         | 2011 |
| Bota de oro de la Copa Mundial                          | 2011 |
| Equipo estrella de la Copa Mundial                      | 2011 |
| FIFA Balón de Oro                                       | 2011 |
| Salón de la Fama del Fútbol Asiático                    | 2014 |